# Akimi Barada
Akimi Barada (茨田 陽生 Barada Akimi?, nacido el 30 de mayo de 1991 en Urayasu, Chiba) es un futbolista japonés que se desempeña como centrocampista en el Shonan Bellmare de la J1 League.

## Trayectoria

### Clubes
| Club            | País  | Año         |
| --------------- | ----- | ----------- |
| Kashiwa Reysol  | Japón | 2009 - 2016 |
| Omiya Ardija    | Japón | 2017 - 2019 |
| Shonan Bellmare | Japón | 2020 -      |

## Estadística de carrera

### J. League
| Club           | Año   | J. League | J. League | Copa J. League | Copa J. League | Total | Total |
| Club           | Año   | Part.     | Goles     | Part.          | Goles          | Part. | Goles |
| -------------- | ----- | --------- | --------- | -------------- | -------------- | ----- | ----- |
| Kashiwa Reysol | 2009  | 0         | 0         | 2              | 0              | 2     | 0     |
| Kashiwa Reysol | 2010  | 26        | 3         | -              | -              | 26    | 3     |
| Kashiwa Reysol | 2011  | 27        | 1         | 0              | 0              | 27    | 1     |
| Kashiwa Reysol | 2012  | 28        | 0         | 4              | 1              | 32    | 1     |
| Kashiwa Reysol | 2013  | 23        | 0         | 2              | 0              | 25    | 0     |
| Kashiwa Reysol | 2014  | 23        | 1         | 8              | 1              | 31    | 2     |
| Kashiwa Reysol | 2015  | 28        | 0         | 1              | 0              | 29    | 0     |
| Kashiwa Reysol | 2016  | 24        | 2         | 4              | 0              | 28    | 2     |
| Omiya Ardija   | 2017  | 30        | 1         | 2              | 0              | 32    | 1     |
| Total          | Total | 209       | 8         | 23             | 2              | 232   | 10    |